# Erkrath

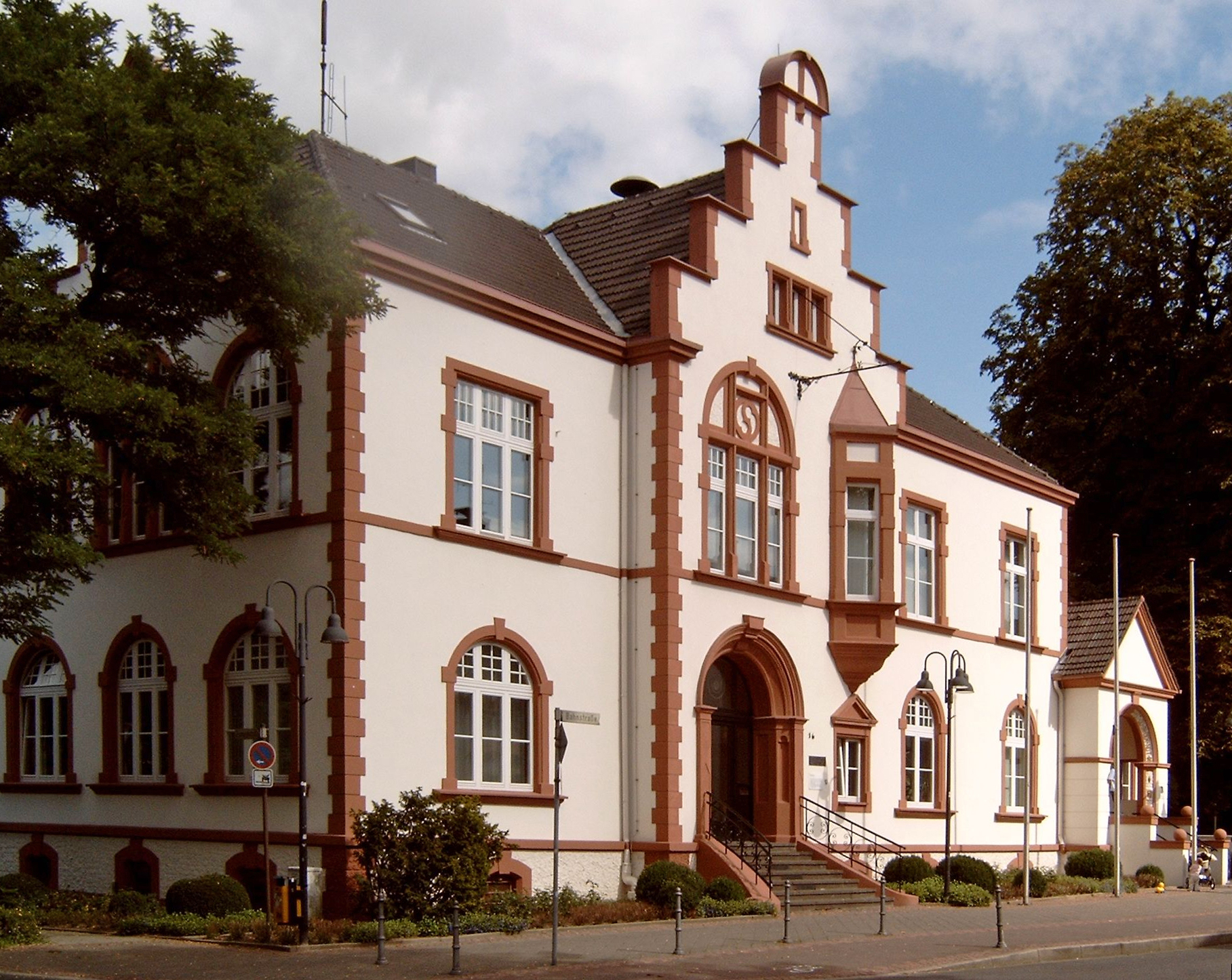
Primăria

Erkrath este un oraș din landul Renania de Nord-Westfalia, Germania.